# Махніцький Олег Ігорович
Олег Ігорович Махніцький (нар. 15 березня 1970, Львів, Українська РСР, СРСР) — український політик і правник, народний депутат України 7-го скликання (обраний за списком ВО «Свобода», повноваження припинені достроково). З 24 лютого по 18 червня 2014 року Генеральний прокурор України.

## Освіта
У 1977–1985 роках навчався в середній школі № 87 міста Львова. Далі продовжив навчання в СШ № 22, яку закінчив у 1987 році.
Протягом 1991–1996 років навчався на юридичному факультеті Львівського державного університету імені Івана Франка. Здобув вищу освіту за спеціальністю «Правознавство».
Кандидат юридичних наук.
Член-кореспондент Академії адміністративно-правових наук.

## Трудова діяльність
Трудову діяльність розпочав у 1988 році на Львівському виробничому швейному об'єднанні «Маяк».
У 1990 році працював організатором туристичних подорожей на виробничо-творчому об'єднанні «Краєзнавець».
У 1996 році — помічник прокурора Франківського району міста Львова.
З 1997-го по 1998 рік працював слідчим у прокуратурі Франківського району міста Львова.
У 1998–1999 — старший слідчий прокуратури Львівської області.
З 1999 по 2001 рік працював юристом на ПП «Агентство безпеки „Скорпіон“». У 2001–2003 роках займався індивідуальною адвокатською практикою. У 2003 році працював адвокатом в адвокатському об'єднанні «Осадчий та партнери».
У листопаді 2003 році став співзасновником та керуючим партнером адвокатського об'єднання «Валько і Махніцький».
22 лютого 2014 року Верховна Рада України призначила Олега Махніцького Уповноваженим по контролю за діяльністю Генеральної прокуратури України.
24 лютого 2014 року Постановою Верховної Ради України О. Махніцького призначено виконуючим обов'язки Генерального прокурора України.
17 березня 2014 року Верховна Рада України достроково припинила повноваження народного депутата України О. Махніцького через особисту заяву про складення ним депутатських повноважень.
Член Вищої ради юстиції.
18 червня 2014 року указом Президента України Петра Порошенка звільнений від виконання обов'язків Генерального прокурора України та призначений радником Президента.
9 лютого 2015 Президент України Петро Порошенко звільнив Олега Махніцького з посади радника Президента України.
У лютому ствердив, що Шокін та Аваков заважали розслідуванню злочинів силовиків щодо протестувальників на Майдані.

## Громадська та політична діяльність
Громадською роботою Олег Махніцький розпочав займатися наприкінці 80-х. Активний учасник руху за відновлення незалежності України. Член Української гельсінської спілки (УГС).
У 2006 році обраний депутатом Львівської міської ради за списками ВО «Свобода», член постійної депутатської комісії землекористування.
У 2010 році вдруге обраний депутатом Львівської міської ради, голова постійної депутатської комісії.
У 2012 році був обраний народним депутатом України за списком Всеукраїнського об'єднання «Свобода» під номером 21. Перший заступник голови Комітету Верховної Ради з питань верховенства права та правосуддя.
Член Українсько-Американської асоціації правників (UABA).

## Сім'я
Одружений. Має двох доньок — Марту і Мар‘яну.